# Ivan Zafred
Ivan Zafred-Mića, slovenski delavec, partizan in narodni heroj Jugoslavije, * 19. december 1908, Stara Sušica pri Postojni, † 3. junij 1943 Sopot, Srbija.

## Življenje in delo
Po končani ljudski šoli v Dolnji Košani se je zaposlil v tržiški ladjedelnici. Leta 1923 je pobegnil v Kraljevino SHS. Živel je v Srbiji. Zaposlil se je kot kovinarski delavec in bil dejaven v delavskem gibanju. Leta 1938 je postal član KPJ. Dejaven je bil tudi v sindikalnem gibanju ter bil član Sokola. Leta 1939 je bil med soorganizatorji stavke v tovarni antimona pri Ivanjici (Srbija). Kot diverzant pa je 1940 sodeloval v akcijah v ladjedelnici na Čukarici pri Beogradu. Narodnoosvobodilni borbi se je priključil leta 1941. Najprej je zbiral orožje, julija 1941 pa se je pridružil partizanom Kosmajskega odreda. Njegovo partizansko ime je bilo Mića. Sredi leta 1942 je postal komandir 2. čete Kosmajskega odreda. V tej funkciji se je boril z nemško vojsko in protipartizani v krajih Belanovci, Čumić, Darosava in drugod. Padel je v boju s pripadniki Srbske državne straže.
Za narodnega heroja je bil imenovan 8. oktobra 1953. Po njem je bila imenovana osnovna šola v Dolnji Košani, tu stoji tudi njegova spominska plošča.